# Red Uruguaya de TV
A Red Uruguaya de Televisión, ou simplesmente La Red (em português, Rede Uruguaia de Televisão ou A Rede), é uma rede de televisão uruguaia formada por 12 emissoras encarregadas a retransmitir a programação dos três canais privados de Montevidéu: Canal 10, Monte Carlo TV e Teledoce Televisora Color até o interior do país. Possui um informativo próprio (Red Informativa), que em duas edições (às 13hs30min e às 22hs), recompila as notícias com os informes dos canais de capitalinos, além da previsão do tempo fornecida por AccuWeather.

## Historia
A Red Uruguaya de Television S.A. (RUTSA) iniciou suas transmissões em 25 de agosto de 1981. A data tem uma conotação patriótica, dado que em 25 de agosto se celebra a Declaração de Independência do Uruguai. Se trata uma empresa fundada com capitais dos três canais privados do país (4, 10 e 12).
La Red operava do seguinte modo: elegia os programas (os que pareciam de maior interesse para o interior) dos três canais privados de Montevidéu e logo os transmitia para as estações televisivas que compõem a rede, mediante a equipe de microondas ANTEL. Um exemplo desta seleção é o informativo da rede, na qual até hoje é o éter depois os três canais apresentaram os seus informativos próprios. A rede tem tempo para fazer uma seleção das notícias antes de transmitir-las. Deste modo, o interior recebe o melhor informativo do país. Os programas da rede eram transmitidos desde final da tarde até pouco depois da meia-noite. Deixava para as emissoras locais um amplo horário disponível para transmitir os seus próprios programas.

## Programação da Rede
A origem dos programas transmitidos pela Rede, segundo o análise da programação de 10 a 16 de Setembro de 1984, é o seguinte: 11,67% dos programas locais (da Rivera), 17,78% de programas nacionais (de Montevidéu) e 70,55% dos programas estrangeiros. Incluindo programas locais transmitidos pelo canal 10 fora do horário da Red, Rivera aportava 18,33% do total. Os programas produzidos no Uruguai não somavam os 40% da produção nacional exigido pela Resolução 1.659/980, artigo 5°, do Poder Executivo, que autorizou a criação da rede.

## Programação nacional atual

### Monte Carlo
- Supersport
- Agro 4
- En Foco
- Buen Día Uruguay
- Agitando una más
- Sé lo que Viste
- Santo y Seña
- Día de Perros

### Canal 10
- Bendita TV
- Salven el Millón
- Vivila Otra Vez
- Escape Perfecto

### Teledoce
- Súbete a mi moto
- Esta Boca es mía
- Americando

### Programas próprios
- Red Informativa
- Sin Rodeos

### Produção independente
- Cicerone

## Rostos da emissora
- Lorena Bomio (Apresentadora da edição central del Informativo)
- Andrés Sena (Apresentador da edição central del Informativo)
- Fernanda Sandoval (Apresentadora da edição dominical do Informativo)
- Beatríz Silva (Apresentadora da edição del meio-dia do Informativo)
- Silvia Arruabarrena (Apresentadora da edição do meio-dia do Informativo)
- Jorge Borlido (Apresentador do Sin Rodeos)

## Afiliadas
- CXB-3 Canal 3 TV Artigas (Artigas)
- CXB-42 Canal 10 Telediez (Bella Unión)
- CXB-26 Melo TV Canal 12 (Melo)
- CXB-44 Canal 8 Rosario (Rosario)[nota 1]
- Rep-11 Canal 11 Durazno (Durazno)[nota 2]
- Rep-11 Canal 11 Trinidad (Trinidad)[nota 3]
- CXB-32 Canal 3 TV Río (Paysandú)
- CXB-24 Canal 12 Río Uruguay TV (Fray Bentos)
- CXB-35 Canal 10 Rivera (Rivera)
- CXB-9 TeleRocha Canal 9 (Rocha)
- CXB-22 Canal 4 Chuy Color (Chuy)
- CXB-38 Canal 8 Televisora Salto Grande (Salto)
- CXB-39 Zorrilla de San Martín TV (Tacuarembó)
- Rep-9  Canal 9 Paso de los Toros (Paso de los Toros)[nota 4]
- CXB-33 Canal 11 Treinta y Tres (Treinta y Tres)

Invasão de sinal no Brasil (Rio Grande do Sul)
- Canal 4 Chuí[1] (diretamente de Chuy)
- Canal 3 Jaguarão[2] (direto de Río Branco)
- TV Diez (Canal 10) Santana do Livramento[3] (diretamente de Rivera)
- Artigas Televisión (Canal 3) Quaraí[4] (diretamente de Artigas)
- Canal 10 Barra do Quaraí[5] (diretamente de Bella Unión)